# Batus
Genre
Batus est un genre d'insectes coléoptères de la famille des Cerambycidae, de la sous-famille des Cerambycinae et de la tribu des Trachyderini.

## Dénomination
Le genre Batus a été décrit par l'entomologiste suédois Carl Peter Thunberg en 1822.

### Synonymie
- Lophocerus (Chenu, 1870)
- Lophonocerus (Latreille) par Cuvier en 1829

## Taxinomie
Liste d'espèces  :
- Batus barbicornis (Linné, 1764)
- Batus hirticornis (Gyllenhal, 1817)
- Batus latreillei (White, 1853)

## Article lié
- Trachyderini